# CNOT8
CNOT8 (англ. CCR4-NOT transcription complex subunit 8) – білок, який кодується однойменним геном, розташованим у людей на короткому плечі 5-ї хромосоми. Довжина поліпептидного ланцюга білка становить 292 амінокислот, а молекулярна маса — 33 540.
| 10         |  | 20         |  | 30         |  | 40         |  | 50         |
| ---------- |  | ---------- |  | ---------- |  | ---------- |  | ---------- |
| MPAALVENSQ |  | VICEVWASNL |  | EEEMRKIREI |  | VLSYSYIAMD |  | TEFPGVVVRP |
| IGEFRSSIDY |  | QYQLLRCNVD |  | LLKIIQLGLT |  | FTNEKGEYPS |  | GINTWQFNFK |
| FNLTEDMYSQ |  | DSIDLLANSG |  | LQFQKHEEEG |  | IDTLHFAELL |  | MTSGVVLCDN |
| VKWLSFHSGY |  | DFGYMVKLLT |  | DSRLPEEEHE |  | FFHILNLFFP |  | SIYDVKYLMK |
| SCKNLKGGLQ |  | EVADQLDLQR |  | IGRQHQAGSD |  | SLLTGMAFFR |  | MKELFFEDSI |
| DDAKYCGRLY |  | GLGTGVAQKQ |  | NEDVDSAQEK |  | MSILAIINNM |  | QQ         |

A: Аланін

C: Цистеїн

D: Аспарагінова кислота

E: Глутамінова кислота

F: Фенілаланін

G: Гліцин

H: Гістидин

I: Ізолейцин

K: Лізин

L: Лейцин

M: Метіонін

N: Аспарагін

P: Пролін

Q: Глутамін

R: Аргінін

S: Серин

T: Треонін

V: Валін

W: Триптофан

Кодований геном білок за функціями належить до репресорів, гідролаз, екзонуклеаз, нуклеаз. 
Задіяний у таких біологічних процесах, як регуляція трансляції, транскрипція, регуляція транскрипції, РНК-залежне заглушення генів, альтернативний сплайсинг, поліморфізм. 
Білок має сайт для зв'язування з іонами металів, РНК. 
Локалізований у цитоплазмі, ядрі.